# Niels Henrik Abel
Niels Henrik Abel (AFI: [niːɫs ˈhɛ̀nrɪk ˈɑ̀ːbl̩]; Finnøy, 5 agosto 1802 – Froland, 6 aprile 1829) è stato un matematico norvegese, noto soprattutto per i suoi fondamentali contributi all'algebra e alla teoria delle funzioni. È ricordato dal premio che porta il suo nome.

## Contesto storico
La vita di Abel fu segnata dalla povertà dovuta al contesto politico ed economico norvegese del periodo. Alla fine del XVIII secolo la Norvegia faceva parte della Danimarca e i danesi avevano deciso di rimanere neutrali durante le guerre napoleoniche. Ciononostante, un trattato di neutralità del 1794 fu interpretato dalla Gran Bretagna come un atto aggressivo e nel 1801 la maggior parte della flotta danese fu distrutta durante una battaglia presso il porto di Copenaghen. Pur avendo cercato di evitare la guerra fino al 1807, per timore che la flotta danese fosse usata in supporto di quella francese, la Gran Bretagna nell'ottobre del 1807 decise di attaccare la Danimarca e ne distrusse completamente la flotta.
Di conseguenza la Norvegia non poté più esportare il legname nell'Europa continentale e in particolare nella Gran Bretagna, sua principale acquirente, e non poté importare il grano necessario al fabbisogno dei suoi abitanti: il paese piombò quindi in una grave crisi economica. Nel 1813 la Svezia attaccò la Danimarca da sud e - a seguito del trattato di Kiel del 1814 - la costrinse a consegnarle la Norvegia. Un tentativo di indipendenza della Norvegia qualche mese dopo portò la Svezia ad attaccarla nel luglio del 1814. La Svezia recuperò il controllo sulla Norvegia e instaurò un governo sotto il suo diretto controllo con sede a Cristiania (l'attuale Oslo). Abel crebbe in questo difficile contesto.

## Biografia
Abel nacque il 5 agosto 1802 nel villaggio di Finnøy, nella diocesi di Kristiansand. Sia suo padre sia parecchi suoi antenati si erano distinti come ecclesiastici e tutti gli ascendenti paterni di Niels Abel erano istruiti. La madre di Abel, Anna-Maria Simonsen, era nota per la sua bellezza e Abel ne ereditò l'aspetto. A tredici anni si iscrisse alla Scuola Cattedrale di Cristiania, scuola molto impegnativa, assieme al fratello maggiore; qui l'ingegno di Abel ebbe modo di manifestarsi precocemente.
In quel periodo la scuola non aveva buoni insegnanti; i migliori infatti erano stati chiamati all'Università di Cristiania, aperta all'insegnamento a partire dal 1813. Il maestro della scuola, molto severo, fu mandato via a causa dei suoi metodi brutali che avevano causato il decesso di un bambino e fu sostituito da un matematico non eccelso, ma di valore, Bernt Michael Holmboe (1795-1850) il quale fu di grande aiuto per Abel (nel 1839 pubblicherà la prima edizione della raccolta delle sue opere). Sotto la sua guida Abel cominciò ad assimilare completamente molte opere di grandi matematici che l'avevano preceduto: in particolare lavori di Newton, Eulero, Joseph-Louis Lagrange e le Disquisitiones Arithmeticae di Gauss. Da quel momento la matematica costituì la principale occupazione di Niels Abel, e soprattutto il suo più grande divertimento. Abel, con il suo profondo spirito critico, fu uno dei primi a scoprire lacune nei ragionamenti dei suoi predecessori e già in giovine età maturò il desiderio di colmarle. Divenne famosa, in seguito alla sua morte, la massima:
Uno dei suoi lavori in quest'ordine di idee è la prima dimostrazione dello sviluppo della serie binomiale inserita nel più vasto ambito della teoria e delle applicazioni delle serie infinite.
Il padre di Abel morì nel 1820, per cui la responsabilità e il peso di tutta la famiglia caddero sulle sue spalle; per far fronte alle esigenze familiari egli dava numerose lezioni private consacrando i pochi momenti di libertà alle sue ricerche matematiche. Il suo ingresso all'Università di Cristiania avvenne nel 1821 con voti mediocri in tutte le materie, eccettuata la matematica. Convinto di avere a che fare con uno dei più grandi matematici di tutti i tempi, Holmboe faceva tutto il possibile per procurargli dei sussidi; in quegli stessi anni Abel contrasse i germi della malattia che lo portarono prematuramente alla morte.
La sua prima impresa fu la ricerca della soluzione dell'equazione polinomiale di quinto grado generale, problema non ancora risolto dai predecessori: egli riuscì a dimostrare che nessuna soluzione algebrica generale di tale equazione era possibile.
Successivamente si propose di studiare i seguenti due problemi tra loro collegati:
1. trovare tutte le equazioni algebriche dei diversi gradi che possono essere risolte algebricamente;
2. determinare se un'equazione algebrica data può o meno essere risolta algebricamente.

Fu tuttavia l'altro giovane genio matematico dell'epoca, Galois, a fornire le condizioni necessarie e sufficienti affinché un'equazione algebrica potesse essere risolta algebricamente.
La Scandinavia diventò presto troppo piccola per Abel che voleva visitare la Francia e incontrare Gauss in Germania. I colleghi di Abel spinsero l'università a far appello al governo norvegese perché concedesse un sussidio al fine di permettergli di effettuare un suo giro scientifico in Europa. Per influenzare favorevolmente le autorità Abel presentò una memoria che probabilmente conteneva le questioni che gli fruttarono in seguito una grandissima fama; disgraziatamente l'università la smarrì. Il governo si limitò a concedergli un sussidio non sufficiente per il viaggio che avrebbe voluto compiere, ma che gli permise di continuare gli studi presso l'Università di Cristiania allo scopo di perfezionarsi in francese e tedesco. A ventitré anni il governo accordò i fondi sufficienti per il suo viaggio scientifico. Dopo aver deciso di non visitare Gauss, che non aveva preso nella giusta considerazione la memoria sull'impossibilità della risoluzione algebrica dell'equazione di quinto grado che gli aveva inviato, Abel si recò a Berlino. Qui conobbe il matematico August Leopold Crelle; questi ebbe il merito di fondare la rivista "Journal für die reine und angewandte Mathematik" e nei suoi primi tre volumi, furono pubblicate ventidue memorie di Abel; grazie anche a esse la rivista si affermò come la migliore dell'epoca nell'ambito matematico.
Dopo il soggiorno a Berlino, dove ebbe frequenti incontri con Crelle e con il grande geometra Jakob Steiner, Abel si trasferì a Friburgo in Brisgovia per recarsi poco dopo in Francia. A Parigi venne accolto piuttosto freddamente e la conoscenza di alcuni dei più grandi matematici dell'epoca fu poco stimolante. Abel ne fu deluso; l'opera di Cauchy infatti l'aveva ispirato tanto da fargli dire che Cauchy "è al momento quello che sa come deve essere trattata la matematica". In quel periodo egli stava studiando il dominio di convergenza della serie binomiale. In una lettera a Holmboe del 1826 Abel scrive:
Dopo la sosta a Parigi, Abel partì verso il Sud della Francia chiedendo a Cauchy di presentare all'Accademia delle Scienze di Parigi la sua opera principale, "Una proprietà generale di una classe estesissima di funzioni trascendenti". Cauchy non esaminò l'opera e la diede al matematico Hachette che la presentò all'Accademia nel 1826. Quest'ultima incaricò Cauchy e Legendre di esaminarla e di stendere un rapporto su di essa; Cauchy la portò a casa, la perse e se ne dimenticò del tutto. L'opera fu ritrovata e pubblicata postuma nel 1841. In questa è presente il teorema di Abel, la cui dimostrazione è un meraviglioso esercizio di calcolo integrale.
Durante la sua permanenza a Parigi, Abel aveva consultato dei medici per ciò che egli reputava essere un raffreddore persistente; i medici diagnosticarono una tubercolosi polmonare, ma egli non volle credere a questa analisi e raggiunse Berlino, dove restò per due mesi. Ritornò a Cristiania sperando di ottenere un posto all'università, ma senza successo.
Nel gennaio del 1829 Abel capì, di fronte a un'emorragia, che non aveva molto tempo da vivere. Morì il 6 aprile 1829 curato dalla fidanzata Christine Kemp, alias Crelly. Due giorni dopo, una lettera di Crelle gli annunciava la nomina come professore di matematica all'Università di Berlino.

## Studi
"Se tralasciate i casi veramente semplici, in tutta la matematica non c'è una singola serie infinita la cui somma sia stata rigorosamente determinata. In altre parole, le più importanti aree della matematica restano in piedi senza un fondamento."
Abel dopo aver lette le ricerche di Joseph-Louis Lagrange e Gauss sulla teoria delle equazioni, mentre era ancora studente alle scuole superiori, affrontò il problema della risolubilità delle equazioni di grado superiore seguendo la trattazione di Gauss dell'equazione binomiale. Egli riuscì a dimostrare il seguente teorema:
Alle radici di un'equazione risolubile per radicali si può dare una forma tale che ciascuno dei radicali che compaiono nelle espressioni delle radici sia esprimibile come funzione razionale delle radici dell'equazione e di certe radici dell'unità.
Abel si servì poi di questo teorema per dimostrare l'impossibilità di risolvere per radicali l'equazione generale di grado superiore al quarto. Nonostante la complicazione della dimostrazione e la presenza di un errore non essenziale, il problema della soluzione delle equazioni generali di grado superiore al quarto fu risolto definitivamente. Abel affrontò pure il problema della divisione della lemniscata e giunse a una classe di equazioni algebriche, dette equazioni abeliane, che sono risolubili per radicali. L'equazione ciclotomica è un esempio di equazione abeliana. In generale un'equazione si dice abeliana se tutte le sue radici sono funzioni razionali di una di esse, cioè se sono funzioni razionali. Riportiamo una citazione dallo studio Sulla risoluzione algebrica delle equazioni.
"Uno dei più interessanti problemi dell'algebra è quello della soluzione algebrica delle equazioni. Infatti, vediamo che quasi tutte le geometrie di qualche valore hanno trattato questo soggetto. Si arriva così senza difficoltà all'espressione generale delle radici delle equazioni dei primi quattro gradi per mezzo di un metodo uniforme che si credeva di poter applicare a equazioni di qualunque grado, ma nonostante tutti gli sforzi di un Lagrange e di altri eminenti geometri, lo scopo non è stato raggiunto. Si è presunto da ciò che la risoluzione delle equazioni generali fosse algebricamente impossibile, ma la cosa non poteva essere stabilita con certezza, dato che il metodo adottato poteva condurre a precise conclusioni solo nel caso in cui le equazioni fossero solubili. Dunque ci si proponeva di risolvere le equazioni senza sapere se la cosa fosse possibile [..]. Per arrivare a un risultato specifico, bisogna prendere un'altra strada, cioè dare al problema una forma tale in modo che sia sempre possibile risolverlo, cosa che si può sempre fare con qualsiasi problema. Invece di affaticarci intorno a una soluzione che non sappiamo se esista o no, domandiamoci piuttosto se tale soluzione è possibile... Presentando il problema sotto questa forma, l'enunciato stesso contiene il germe della soluzione e indica la strada che deve essere presa per giungervi, e io credo che vi siano pochi casi in cui non si possa arrivare a risultati più o meno importanti, anche se non si può rispondere completamente al quesito a causa della complessità dei calcoli."
Nel corso di queste ricerche Abel introdusse due nozioni, quella di corpo e quella di polinomio irriducibile sopra un dato corpo. Per corpo di numeri Abel intendeva una collezione di numeri tali che la somma, la differenza, il prodotto e il quoziente di due numeri qualsiasi della collezione (esclusa la divisione per 0) appartengano pure alla collezione. I numeri razionali, i numeri reali e i numeri complessi costituiscono dei corpi. Un polinomio è detto riducibile in un corpo se può essere espresso come prodotto di due polinomi di grado inferiore a coefficienti nel corpo. Se un polinomio non può essere espresso in tale forma allora è detto irriducibile.
Abel si occupò di analisi nel tentativo di fornire a essa una trattazione rigorosa; in una lettera a un matematico norvegese si lamentava della
"tremenda oscurità che senza alcun dubbio si trova nell'analisi. Essa manca a tal punto di ogni piano sistematico che è sorprendente che tanti uomini siano stati in grado di studiarla. E, quello che è peggio, essa non è mai stata trattata rigorosamente. Ci sono pochi teoremi dell'analisi avanzata che siano stati dimostrati in maniera logicamente sostenibile…"
Di lui scrisse anche Eric Temple Bell nel libro "I grandi matematici": "Vicino al fuoco, curvo sui libri di matematica, studiava mentre i fratelli e le sorelle giocavano e ridevano intorno a lui. Il rumore non lo disturbava mai, anzi: egli scherzava insieme a loro e continuava a scrivere".

### Premio Abel
Il nome di Abel ha ricevuto un importante riconoscimento. L'istituzione del premio Abel, ideato per colmare la lacuna del Nobel che continua a ignorare la matematica.
Secondo una leggenda, diffusa probabilmente da qualche matematico maligno, Alfred Nobel avrebbe escluso la matematica dal suo premio dopo aver scoperto una tresca tra sua moglie e un matematico svedese. Nobel in realtà non si sposò mai, ma nemmeno chiarì i motivi di questa esclusione. La Svezia nel 1968 ha aggiunto ai Nobel un premio per l'economia, ma non ha mai voluto porre rimedio alla clamorosa esclusione della matematica. Nella storia, alcuni matematici non hanno avuto vita facile in Svezia. Ricordiamo soltanto René Descartes, vittima dei capricci della regina Cristina, che lo obbligava a ritmi di lavoro per lui insostenibili, tanto da portarlo in breve tempo alla tomba, o pensiamo a Sonia Kowalewski, la celebre matematica russa, morta a Stoccolma, per le complicazioni di una banale influenza, a quarantun anni: "Questo sole eterno, queste lunghe notti chiare troppo in anticipo sul calore dell'estate - scriveva a un'amica - sono snervanti; sono notti che promettono una felicità che non sanno dare".
La Norvegia ha stanziato per il premio Abel un fondo di 200 000 000 corone norvegesi (circa 23 000 000 di dollari) e il premio, piuttosto consistente, è di 7,5 milioni di corone (circa 620 000 euro). Il "Premio Abel" era già stato proposto nel 1902 da Oscar II, allora re di Svezia e di Norvegia, ma rotta l'unione fra i due paesi, il progetto era stato abbandonato. Il primo vincitore del premio Abel, nel 2003, fu il matematico francese Jean-Pierre Serre, del Collège de France di Parigi. La motivazione del premio fu: "Per aver svolto un ruolo fondamentale nel dare una forma moderna a numerose branche della matematica, fra cui la topologia, la geometria algebrica e la teoria dei numeri". Nel 2004 i vincitori furono Sir Michael Francis Atiyah, dell'Università di Edimburgo, e Isadore Manuel Singer del Massachusetts Institute of Technology, con la motivazione: "Per la loro scoperta e dimostrazione del teorema dell'indice che collega fra loro topologia, geometria e analisi, e per il loro ruolo di primo piano nella costruzione di nuovi ponti fra matematica e fisica teorica". Il teorema dell'indice di Atiyah - Singer, scoperto quarant'anni fa con un loro lavoro comune, è uno dei punti di riferimento della matematica del XX secolo e ha permesso grandi progressi in topologia, geometria differenziale e nella teoria quantistica dei campi, mentre nel 2005 fu Peter David Lax, della New York University: "Per i suoi straordinari contributi alla teoria e all'applicazione delle equazioni differenziali parziali e al calcolo delle loro soluzioni".